# Житни магацин у Новом Бечеју
Житни магацин у Новом Бечеју подигнут је између 1778. и 1780. године као масивна једноспратна грађевина издужене правоугаоне основе постављене повучено од регулационе линије Улице Рајка Ракочевића поред насипа на некадашњем ушћу Малог Бегеја у Тису.  Зграда има три етаже: приземље, спрат и таван. Kонструктивни склоп чине масивни зидови. Међуспратна конструкција је дрвена као и кровна. Унутар магацина сачувани су сви конструктивни и функционални елементи од квалитетне храстовине: стубови, греде, косници, пајанте, подови, степеништа, ограде.
Фасаде су малтерисане, кров је четворосливан и покривен бибер црепом. Првобитна функција складиштења и чувања жита је сачувана  до данас. Житни магацин је једна од најстаријих сачуваних грађевина у Новом Бечеју и значајан је објекат техничке културе који сведочи о некадашњем начину складиштења и чувања жита.

## Галерија
- Житни магацин - улична фасада